# Afronurus barnardi
Afronurus barnardi is een haft uit de familie Heptageniidae. De wetenschappelijke naam van de soort is voor het eerst geldig gepubliceerd in 1968 door Schoonbee.
De soort komt voor in het Afrotropisch gebied.